# David Benioff
David Benioff (Nueva York, Estados Unidos; 25 de septiembre de 1970) es un  guionista, productor de televisión y director estadounidense. Además de varias novelas, ha escrito los guiones de películas como Troya (2004) y X-Men Origins: Wolverine (2009). En 2006, escribió, produjo y dirigió la película When the Nines Roll Over y en 2007 comenzó a escribir junto a D. B. Weiss, la serie de televisión Juego de tronos,  basada en la saga  Canción de hielo y fuego del escritor George R. R. Martin estrenada en 2011.

## Primeros años
Benioff nació David Friedman en la ciudad de Nueva York, en una familia judía que emigró de Austria, Rumania, Alemania, Polonia y Rusia. Él es el hijo de Barbara (Benioff) y Stephen Friedman, quien es un exjefe de Goldman Sachs.  Es primo lejano del fundador de Salesforce, Marc Benioff. Como adulto, usa el apellido Benioff, el apellido de soltera de su madre, para evitar confusiones con otros escritores llamados David Friedman. Es el menor de tres hijos. Sus hermanas son Suzy y Caroline. y creció en Manhattan, primero en Peter Cooper Village, luego en 86th Street, donde pasó la mayor parte de su infancia, antes de mudarse cerca de la sede de la ONU cuando tenía 16 años.
Benioff es alumno de The Collegiate School y de Dartmouth College. Mientras estuvo en Dartmouth fue miembro de la Fraternidad Alfa Phi Delta y de la Sociedad Senior Sphinx. Después de graduarse en 1992, trabajó en varios trabajos: durante un tiempo como portero de club en San Francisco, y como profesor de inglés de secundaria en Poly Prep en Brooklyn, Nueva York, durante dos años, donde se desempeñó como profesor de la escuela. entrenador de lucha libre.
Benioff se interesó en seguir una carrera académica y fue al Trinity College de Dublín en 1995, para un programa de un año para estudiar literatura irlandesa. Mientras estaba en Dublín conoció a D. B. Weiss, quien más tarde se convertiría en su colaborador. Benioff escribió una tesis sobre Samuel Beckett mientras estaba en el Trinity College, pero decidió oponerse a una carrera académica después de escribir la tesis. Trabajó como DJ de radio en Moose, Wyoming durante un año, principalmente como un trabajo paralelo, que aceptó principalmente pasar un año en el campo en un retiro de escritores. Luego solicitó unirse al Programa de Escritura Creativa en la Universidad de California, Irvine, después de leer The Mysteries of Pittsburgh por Michael Chabon (un alumno allí),  y recibió una Maestría en Bellas Artes en escritura creativa allí en 1999.

## Filmografía

### Cine
| Año  | Título                   | Guion | Productor | Director | Notas                                          |
| ---- | ------------------------ | ----- | --------- | -------- | ---------------------------------------------- |
| 2002 | 25th Hour                | Sí    | No        | No       |                                                |
| 2004 | Troya                    | Sí    | No        | No       |                                                |
| 2005 | Stay                     | Sí    | No        | No       |                                                |
| 2005 | When the Nines Roll Over | Sí    | Sí        | Sí       | Cortometraje basado emWhen the Nines Roll Over |
| 2007 | The Kite Runner          | Sí    | No        | No       |                                                |
| 2009 | X-Men Origins: Wolverine | Sí    | No        | No       | Coescritor con Skip Woods                      |
| 2009 | Brothers                 | Sí    | No        | No       |                                                |
| 2019 | Gemini Man               | Sí    | No        | No       | Coescritor con Billy Ray y Darren Lemke        |
| TBA  | Lovecraft                | No    | Sí        | No       | Coproductor con D.B. Weiss                     |

### Televisión
| Año       | Título                            | Guion | Productor | Director | Notas |
| --------- | --------------------------------- | ----- | --------- | -------- | --- |
| 2011–2019 | Game of Thrones                   | Sí    | Sí        | Sí       | Co-creator Productor ejecutivo Director y escritor de "El camino del castigo" Director y escritor (con D. B. Weiss):"The Iron Throne" Guion: 45 episodios Primetime Emmy Mejor serie drama (2015-2016, 2018) Primetime Emmy Award for Outstanding Writing for a Drama Series (2015-2016) Hugo Award Mejor presentación drama, Long Form (2012) Hugo Award Mejor presentación drama, Short Form (2013-2014) Producers Guild of America Award por Mejor episodio drama(2015) Golden Nymph Awards for Outstanding International Producer (2012) Nominated—Primetime Emmy Award for Outstanding Drama Series (2011-2014) Nominated—Primetime Emmy Award for Outstanding Writing for a Drama Series (2011-2014) Nominado—Producers Guild of America Award for Best Episodic Drama (2011-2014, 2016, 2018) Nominated—BAFTA for Best International Programme (2013) Nominado—Writers Guild of America Award for Dramatic Series (2011-2012, 2014-2016, 2018) Nominated—Writers Guild of America Award for Episodic Drama (2015-2016) Nominado—Writers Guild of America Award for New Series (2011) Nominado—Hugo Award for Best Dramatic Presentation, Short Form (2015, 2017) Nominated—USC Scripter Award for Best Adapted Screenplay (2016-2017) Nominated—Humanitas Prize for 60 Minute Network or Syndicated Television (2017) |
| 2013      | It's Always Sunny in Philadelphia | Sí    | No        | No       | Escritor: "Flowers for Charlie" Bored Lifeguard #1 (cameo en "The Gang Goes to a Water Park") |
| 2020      | Leslie Jones: Time Machine        | No    | No        | Sí       | Codirector con D.B. Weiss |
| 2021      | The Chair                         | No    | Sí        | No       | Productor ejecutivo |
| 2024      | 3 Body Problem                    | Sí    | Sí        | No       | Cocreador |